# Алоїз Фелінський
Алої́з Фелі́нський гербу Фаренсбах (пол. Alojzy Feliński; 1771, Луцьк — 23 лютого 1820, Кременець) — польський поет та драматург, громадський і політичний діяч.

## Біографія
Син Томаша Фелінського, брат депутата Волинського Головного суду у Житомирі Жерара Фелінського, швагер письменниці Еви Фелінської та дядько святого Зигмунта Фелінського.
Юність провів у родовому маєтку у Воютині під Луцьком. З дитинства товаришував з Тадеушем Чацьким. Здобув освіту в колегіумі піарів у Дубровиці та Володимирі. З 1788 року працював у юридичній канцелярії в Любліні. У 1789—1792 роках мешкав у Варшаві і брав участь у роботі Чотирирічного Сейму. У цей період він почав писати політичні памфлети та літературні твори.
У 1794 році під час повстання Костюшка він служив секретарем і помічником Тадеуша Костюшка і Волинського комісара правопорядку. Після придушення повстання переїхав до села Дзікув під Тарнобжегом. З 1795 оселився у Воютині, де управляв родинним маєтком. У 1800 році він оселився у селі Осова під Дубровицею.
У 1809 році його обрали членом Товариства Приятелів Наук. У 1815 році переїхав до Варшави. У 1818 році став професором літератури і директором Вищої Волинської гімназії (з 1819 року Кременецький ліцей). У 1819 році був удостоєний почесного членства у Вільнюському університеті.

## Творчість
Перші літературні твори почав писати у 1788—1789 роках, будучи чиновником в Любліні. Однак, більшість його творів він написав 1800—1815 роках в Осовій.
Його найвідомішим твором є гімн «Національна пісня за благо царя» (Pieśń narodowa za pomyślność króla), написана на замовлення великого князя Костянтина на честь глави Царства Польського російського імператора Олександра I, який в обробці Антонія Горецького став популярним у XIX столітті, як патріотичний і церковний гімн «Боже, що Польщу…» (Boże coś Polskę). Крім того, був автором п'єси «Барбара Радзівіллівна» та пісень — «Похвала Костюшкові» і «Пісня добровольців».
Як перекладач переклав на польську мову «Селянина» Жака Деліля, п'єси Вітторіо Альф'єрі і Проспера Жоліо де Кребійона. Він перекладав роботи відомих французьких публіцистів XVIII століття Жана-Жака Руссо та Вольтера. Діяльність перекладача була однією з основних у його творчому доробку.